# Льянов, Ратмир Мухарбекович
Ратмир Мухарбекович Льянов (ингуш. Лаьнанаькъан Мухарбика Ратмир; 1951, Кокчетав — 3 ноября 2023) — российский ингушский телережиссёр-документалист, заслуженный деятель искусств ЧИАССР, генеральный директор студии «Полиграф».

## Биография
Родился 20 января 1951 года в ссылке в Казахстане. Работал в Грозном и затем на ингушском телевидении и радио, которые одно время возглавлял, будучи в 1992 году назначен министром печати и информации Ингушетии. С 2012 года член ВС РОД «Мекх-Кхел». Кроме создания кинокартин, пишет статьи (одна из них, «Разбудите меня перед смертью…», получила в 2015 году специальный приз всероссийского исламского конкурса). Написал книгу «Белый верх, чёрный низ».
Умер 4 ноября 2023 года.

## Выдержки из фильмографии
- «Предприятие Шамиль»
- «Салам алейкум, ингуши». Фильм в 1993 году получил в «Золотого дракона» в польском Кракове[6]
- Фильм о Суламбеке Осканове (снимается в 2016 году, время выхода обозначено как ноябрь)[7]